# Jogos Paralímpicos de Verão de 1988
Os Jogos Paralímpicos de Verão de 1988 foram os primeiros Jogos Paralímpicos a serem organizados sobre a égide do Comitê Internacional de Coordenação (ICC)..
O ICC logo após a sua fundação foi imediatamente aceito pela família olímpica e se tornou o responsável pela intermediação das associações nacionais para desportos para pessoas com deficiência e os seus respectivos Comitês Olímpicos Nacionais,naquilo que era relativo aos Jogos Paralímpicos,dando origem a aquilo que seriam conhecidos como os Comitês Paralímpicos Nacionais. Segundo historiadores,esta edição dos Jogos é considerada a gênese do Movimento Paralímpico moderno.

## Processo de candidatura
Inicialmente, dois países da então região Ásia-Pacífico do então ICC (Comitê Internacional de Coordenação) se manifestaram de forma oficial o interesse para sediar os Jogos Paralímpicos de Verão de 1988, a Austrália e a Coreia do Sul, que também estavam envolvidas no processo de candidatura dos Jogos Olímpicos do mesmo ano. Tal como o ocorrido naquele processo a Austrália acabou retirando a sua candidatura,deixando a Coreia do Sul sozinha no processo.Aproveitando o sucesso da candidatura conjunta para os Jogos Olímpicos e os Jogos Asiáticos de 1986 a candidatura de Seul apresentava a possibilidade de uso de todas as infraestruturas usadas nos Jogos Olímpicos,o que ao mesmo tempo seria uma espécie de alívio para o ICC,pois a entidade não precisaria convencer outras cidades e governos a hospedar seus atletas.Todavia,as questões de acessibilidade destes locais se tornaram um problema para a gestão dos Jogos,existindo a necessidade de se construir uma outra Vila,dentro das condições máximas de acessibilidade existentes a época.

## Preparação

### Orçamento e obras
Ao contrário do que havia acontecido entre 1968 e 1984, o Comitê Organizador dos Jogos Olímpicos entendeu o crescimento do movimento paralímpico e passou a entender que os Jogos Paralímpicos eram a partir de agora uma extensão do evento principal. Com isso, o Comitê Organizador dos Jogos Olímpicos de Verão de 1988 (SLOOC) conseguiu formular um plano de suporte para os atletas paralímpicos, compartilhando mão de obra, instalações, equipamentos e de pessoal-chave.
Para que houvesse a total operação do Comitê Organizador dos Jogos Paralímpicos (SLPOC), o SLOOC doou uma quantia total de 12 857 143 dólares vindos de vendas de cotas de patrocínio, venda de ingressos e principalmente advindos de superávits financeiros em outras áreas.Somado com a venda de ingressos e de produtos licenciados, o custo total do jogos foi de 28.637.142 dólares<,resultando um lucro de 1.324.286 dólares, que foi investido na formação da Associação Desportiva para Deficientes da Coreia (KOSAD). O KOSAD futuramente assumiria as funções relativas ao Comitê Paralímpico do país..
Tardiamente, tanto o SLOOC quanto o SLPOC perceberam que as condições de acessibilidade dentro da Vila Olímpica não atingiriam todos os critérios de acessibilidade exigidos a época. E em uma decisão arriscada, se optou pela construção da Vila Paralímpica, que seguia de forma fiel todos os critérios estabelecidos nesta área como a instalações elevadores maiores para acomodarem cadeiras de rodas e a disponibilização de barras de apoio em corredores e banheiros.Para que estas condições fossem aplicadas, dez outros prédios foram construídos em uma área que estava a apenas 4 km do Estádio Olímpico de Seul, que também estava dentro do bairro de Songpa.Curiosamente, a distância entre as duas vilas e o estádio era a mesma). Em esforço inédito, este complexo ainda teve 3 prédios específicos construídos para os atletas cegos.Para que isto acontecesse, os arquitetos chefes do projeto viajaram diversas vezes a Stoke Mandeville e pesquisaram "in loco" o máximo que foi visto ali.. A cidade ainda não conseguiu cumprir uma outra garantia,a de que todas as instalações olímpicas fossem reutilizadas, o que acabou também não acontecendo.

### Participação de Whang Youn-Dai

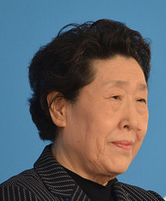
Whang Youn Dai

Uma figura crucial para a realização dos Jogos na capital sul-coreana foi a médica Whang Youn-Dai, durante muitos anos ela foi a presidente do Instituto de Desenvolvimento das Pessoas com Deficiência da Coreia (KODDI).Vítima de pólio quando criança,ela foi a primeira médica com qualquer tipo de deficiência a se formar e a se especializar no cuidado de pessoas com deficiência no país.Cuidando de pacientes no Centro Médico Severance, ela criou a Associação de Educação e Bem-Estar Especial para Crianças Vítimas da Pólio.Além disso, ela também abriu o Centro de Reabilitação de Chung Nip sendo a primeira diretora da entidade. Mais tarde,ela atuou como diretora da Agência de Promoção do Emprego da Coréia para pessoas com deficiência.Em 1988, Whang fez parte do Comitê Organizador das Paralímpiadas,exercendo um papel de destaque nele e por esta atuação ela ganhou um dos principais prêmios para mulheres empreendedoras do país. Como prêmio,ela ganhou uma quantia em dinheiro que foi doada em sua integralidade ao recém-formado Comitê Paralímpico Internacional (IPC).
Em sua homenagem, o IPC estabeleceu o Prêmio Whang Youn-Dai para reconhecer aqueles atletas que exemplificam o movimento paralímpico na sua essência.E desde então ele é entregue ao final de cada edição dos Jogos Paralímpícos, tanto de Verão quanto de Inverno. Desde 2008, a entrega deste prêmio é feita durante a parte protocolar da cerimônia de encerramento... Os vencedores mais recentes foram os esquiadores Sini Pyy e Adam Hall que receberam seus prêmios ao seu lado durante o encerramento dos Jogos Paralímpicos de Inverno de 2018. Whang ainda ganhou um outro reconhecimento, trinta anos mais tarde quando os Jogos Paralímpicos retornaram ao seu país, a Dra Wang foi homenageada durante o encerramento, recebendo a Ordem Paralímpica, como homenagem a sua história pessoal e aos seus esforços para o desenvolvimento da questão das pessoas com deficiência na Coreia. Além disso, Whang recebeu uma placa de reconhecimento e entregou pessoalmente o prêmio que leva o seu nome para os esquiadores Adam Hall e Sini Pyy
Entre 1989 e 2014 a Dra Wang exerceria diversas funções dentro do KOSAD, e mais notavelmente ela exerceria o cargo de prefeita da Vila dos Jogos Para-Asiáticos de 2014 Ela ainda foi uma figura crucial nas duas candidaturas frustradas de PyeongChang para os Jogos Olímpicos de Inverno de 2010 e 2014 e na eventual vitória para sediar os Jogos de 2018 .

### Marketing e design
O Comitê Organizador Paralímpico de Seul 1988 (SLPOG), elaborou um design específico para esta edição, que ao final dos Jogos iria evoluir para o primeiro símbolo paralímpico, que seria usado até o encerramento dos Jogos Paralímpicos de Inverno de 1994.A organização  escolheu o "taeguk" que é uma figura tradicional da cultura coreana (a fusão de dois taeguks foram o símbolo central da bandeira da Coreia do Sul).Para os ocidentais, o "taeguk" lembra uma lágrima na horizontal e cinco deles estavam posicionados da mesma forma e com as mesmas cores dos anéis olímpicos, lembrando um "W" que é a primeira letra da palavra "world"(mundo) em inglês. Como consequência da aproximação das duas entidades, em 1994, o COI orientou para a troca do símbolo, pois existia semelhança entre ele e os anéis olímpicos.
O SLPOG também elaborou os mascotes desta edição, dois ursos negros asiáticos, que receberam o nome de Gomodori, que não é nada mais do que a palavra coreana para "ursos de pelúcia".Era recorrente ver os dois com as pernas amarradas, como na brincadeira da "corrida de três pernas", refletindo que a partir de agora os Jogos Olímpicos e os Jogos Paralímpicos iriam andar juntos em uma relação de cooperação e parceria, inspirando e motivando milhões de pessoas ao redor do mundo..

### Locais de competição
A cidade de Seul utilizou onze instalações já existentes (muitas previamente usadas nos Jogos Asiáticos de 1986 e em eventos anteriores).Por isso, não existiu a necessidade da construção de locais específicos.Se baseando no "masterplan" dos Jogos Olímpicos, a grande maioria dos locais de competição estava nos perímetros dos bairros de Songpa e Jamsil, onde se localizam o Complexo Esportivo de Seul e o Parque Olímpico de Seul, mas existiu a necessidade de se usar alguns outros locais espalhados pelas cidades localizadas dentro da Região Metropolitana.Pela primeira vez, as cerimônias foram realizadas no palco principal dos Jogos, o Estádio Olímpico de Seul, que a época podia suportar mais de 100 mil pessoas e foi a sede principal do atletismo, o Ginásio Jamsil, foi sede do basquetebol em cadeira de rodas, enquanto que o Parque Aquático recebeu as competições da natação e as competições de golbol foram no Ginásio dos Estudantes.Por questões de acessibilidade, alguns eventos do atletismo foram transferidos para o estádio do Complexo Esportivo de Sangnum. Sangnum ainda foi usado para o tiro com arco, o futebol de 7, o lawn bowls.O Ginásio do complexo ainda foi usado para as competições de esgrima em cadeira de rodas e vôlei.Em um ponto distante do mesmo complexo estava o campo de tiro desportivo.O Centro de Reabilitação de Chung-Nip ainda sediou a bocha e a sinuca...

### Programa esportivo
O programa esportivo dos Jogos Paralímpicos de 1988 teve 732 eventos disputados em 16 esportes. Este número de eventos poderia ter sido de 888.Mas,infelizmente,156 precisaram ser cancelados de última hora,sob a alegação de que houve problemas que foram desde a classificação funcional ao número de participantes inscritos ter sido insuficiente.Porém,isso causou um grande constrangimento aos atletas e aos delegados, já que a decisão acabou acontecendo, já com os atletas hospedados na Vila. Constrangidos, dezessete chefes de delegação assinaram uma carta de protesto exigindo a realização destes eventos, independentemente do número de inscritos. 
Em resposta, o ICC emitiu uma declaração apoiando os atletas e fazendo o possível para reduzir os danos dos eventos cancelados. Contudo,o programa dos Jogos foi alargado com a adição de mais um esporte: o judô. Os organizadores ainda permitiram a realização de um torneio de tênis em cadeira de rodas como esporte de demonstração
- Atletismo
- Basquetebol em cadeira de rodas
- Bocha
- Ciclismo
- Esgrima em cadeira de rodas
- Futebol de 7
- Goalball
- Judô
- Lawn bowls
- Levantamento de peso
- Natação
- Tênis de mesa
- Tiro
- Tiro com arco
- Voleibol

## Quadro de Medalhas
| Ordem | País               | Medalha de ouro | Medalha de prata | Medalha de bronze |     |
| ----- | ------------------ | --------------- | ---------------- | ----------------- | --- |
| 1     | Estados Unidos     | 92              | 91               | 85                | 267 |
| 2     | Alemanha Ocidental | 77              | 64               | 48                | 189 |
| 3     | Reino Unido        | 62              | 66               | 51                | 179 |
| 4     | Canadá             | 54              | 42               | 57                | 153 |
| 5     | França             | 45              | 48               | 49                | 142 |
| 6     | Suécia             | 42              | 38               | 22                | 102 |
| 7     | Coreia do Sul      | 40              | 35               | 19                | 94  |
| 8     | Países Baixos      | 30              | 23               | 29                | 82  |
| 9     | Dinamarca          | 25              | 18               | 22                | 65  |
| 10    | Austrália          | 23              | 34               | 37                | 94  |
| 11    | Polónia            | 22              | 25               | 34                | 81  |
| 12    | União Soviética    | 21              | 19               | 15                | 55  |
| 13    | Espanha            | 18              | 13               | 12                | 43  |
| 14    | China              | 17              | 17               | 9                 | 43  |
| 15    | Itália             | 16              | 15               | 27                | 58  |
| 16    | Japão              | 16              | 12               | 17                | 45  |
| 17    | Bélgica            | 15              | 17               | 9                 | 41  |
| 18    | Israel             | 15              | 13               | 15                | 43  |
| 19    | Irlanda            | 13              | 13               | 18                | 44  |
| 20    | Áustria            | 13              | 7                | 15                | 35  |
| 21    | Suíça              | 12              | 12               | 10                | 34  |
| 22    | Finlândia          | 11              | 23               | 15                | 49  |
| 23    | Noruega            | 11              | 11               | 13                | 35  |
| 24    | México             | 8               | 9                | 6                 | 23  |
| 25    | Brasil             | 4               | 9                | 14                | 27  |
| 26    | Kuwait             | 4               | 6                | 8                 | 18  |
| 27    | Iugoslávia         | 4               | 4                | 11                | 19  |
| 28    | Irão               | 4               | 1                | 3                 | 8   |
| 29    | Portugal           | 3               | 4                | 5                 | 12  |
| 30    | Nova Zelândia      | 2               | 4                | 11                | 17  |
| 31    | Islândia           | 2               | 2                | 8                 | 12  |
| 32    | Bulgária           | 2               | 1                | 0                 | 3   |
| 33    | Jamaica            | 1               | 4                | 3                 | 8   |
| 34    | Ilhas Feroé        | 1               | 3                | 3                 | 7   |
| 35    | Egito              | 1               | 2                | 3                 | 6   |
| 36    | Porto Rico         | 1               | 2                | 0                 | 3   |
| 37    | Bahrein            | 1               | 1                | 1                 | 3   |
| 38    | Guatemala          | 1               | 0                | 0                 | 1   |
| 39    | Argentina          | 0               | 7                | 2                 | 9   |
| 40    | Hungria            | 0               | 4                | 7                 | 11  |
| 41    | Quênia             | 0               | 4                | 1                 | 5   |
| 42    | Hong Kong          | 0               | 2                | 7                 | 9   |
| 43    | Grécia             | 0               | 1                | 3                 | 4   |
| 44    | Indonésia          | 0               | 1                | 0                 | 1   |
| 44    | Tchecoslováquia    | 0               | 1                | 0                 | 1   |
| 44    | Tailândia          | 0               | 1                | 0                 | 1   |
| 47    | Tunísia            | 0               | 0                | 2                 | 2   |
| 48    | Malta              | 0               | 0                | 1                 | 1   |

## Comitês Paralímpicos Nacionais Participantes
Sessenta Comitês Paralímpicos Nacionais,enviaram suas delegações a Seul,havendo um aumento de 15 países em relação a 1984.Sete Comitês Paralímpicos Nacionais que estiveram presentes em 1984 não enviaram as suas delegações:Alemanha Oriental,Equador,Luxemburgo,Papua Nova Guiné e a Venezuela estiveram presentes nos Jogos Anteriores,mas não enviaram suas delegações a Seul por motivos desconhecidos.O único caso de ausência conhecida foi o da Birmânia, que não enviou delegação,pois os Jogos aconteceram em algumas semanas após a Revolta do dia 8888 que terminou com um golpe de estado levando o Conselho de Estado para a Paz e Desenvolvimento ao poder.O país retornaria,quatro anos mais tarde em Barcelona já como Myanmar.
10 Comitês Paralímpicos Nacionais participaram pela primeira dos Jogos Paralímpicos,sendo que União Soviética participou pela primeira e única vez nos Jogos Paralímpicos de Verão,o país já havia enviado uma pequena delegação aos Jogos Paralímpicos de inverno daquele ano.O país não estaria mais presente em Tignes-Albertville pois três meses antes o país deixou de existir.Seus atletas fariam parte da Equipe Unificada.Além da URSS,os seguintes CPNs enviaram delegações pela primeira vez: Bulgária, Chipre,Filipinas, Irã, Macau, Marrocos, Omã, Singapura e a Tunísia.
| - FRG Alemanha Ocidental - ARG Argentina - AUS Austrália - AUT Áustria - BAH Bahamas - BRN Bahrein - BEL Bélgica - BRA Brasil - BUL Bulgária - CAN Canadá - CHN China - COL Colômbia - CYP Chipre - TCH Checoslováquia - DEN Dinamarca - EGY Egito - ESP Espanha - PHI Filipinas - FIN Finlândia - FRA França - GBR Grã-Bretanha | - GRE Grécia - GUA Guatemala - HKG Hong Kong - HUN Hungria - FRO Ilhas Faroé - ISL Islândia - IND Índia - INA Indonésia - IRI Irã - IRL Irlanda - ISR Israel - ITA Itália - YUG Iugoslávia - JAM Jamaica - JPN Japão - JOR Jordânia - KEN Quênia - KUW Kuwait - LIE Liechtenstein - MAC Macau - MLT Malta | - MAS Malásia - MEX México - MAR Marrocos - NZL Nova Zelândia - NOR Noruega - OMA Omã - NED Países Baixos - POL Polônia - POR Portugal - PUR Porto Rico - SIN Singapura - KOR Coreia do Sul - URS União Soviética - SWE Suécia - SUI Suíça - THA Tailândia - TRI Trinidad e Tobago - TUN Tunísia - USA Estados Unidos |

## Controvérsias
Mesmo com os avanços em sua gestão,esta edição dos Jogos Paralímpicos,não transcorreu sem polêmicas.A mais marcante foi a eliminação do time iraniano de golbol após a negativa de enfrentar o time de Israel na primeira fase do torneio,o que também aconteceu em diversas edições dos Jogos Olímpicos e em outros eventos esportivos.No documento oficial,expedido logo após o ocorrido,o ICC argumentou que a decisão foi tomada em base de que o time do Irã "havia entendido de forma errada a função política do esporte" e estava acelerando os procedimentos para o retorno do time a Teerã. O gerente do time,Asghar Dadkhan fez uma declaração formal de desculpas, comprometendo-se a que todos os outros atletas iranianos competissem com total consideração aos regulamentos e competissem contra Israel e qualquer outra nação.
Uma equipe líbia chegou aos Jogos Paralímpicos de Seul sem ter passado pelos procedimentos normais de entrada.Instigado,o SLPOC consultou o ICC,que permitiu a participação da delegação como parte do programa de observadores.A autorização também serviu para a maratona.Os atletas líbios poderiam participar da prova, mas não sem o direito a medalhas e também não receberiam qualquer forma de reconhecimento durante a cerimônia de encerramento.
Vinte e sete atletas receberam medalhas incorretamente após a primeira rodada da competição no evento de slalom de cadeira de rodas para homens e mulheres. O erro foi descoberto quando os oficiais perceberam que as medalhas não deveriam ter sido entregues após a realização de uma seguida rodada da prova.